# فهرست رئیس‌جمهورهای کامرون
این فهرست رئیس‌جمهورهای کامرون از زمان استقلال این کشور از فرانسه در سال ۱۹۶۰ تا به امروز است.
در مجموع، تاکنون فقط دو نفر به عنوان رئیس‌جمهور کامرون خدمت کرده‌اند.
رئیس‌جمهور فعلی کامرون، پل بیا است که از ۶ نوامبر ۱۹۸۲، ریاست‌جمهوری را بر عهده دارد.

## فهرست
حزب‌های سیاسی
| شماره               | تصویر                     | نام (تولد–مرگ)          | انتخابات                | دوره          | دوره                       | دوره            | حزب سیاسی                                                           | نخست‌وزیر                              |
| شماره               | تصویر                     | نام (تولد–مرگ)          | انتخابات                | آغاز کار      | پایان کار                  | مدت             | حزب سیاسی                                                           | نخست‌وزیر                              |
| جمهوری کامرون       | جمهوری کامرون             | جمهوری کامرون           | جمهوری کامرون           | جمهوری کامرون | جمهوری کامرون              | جمهوری کامرون   | جمهوری کامرون                                                       | جمهوری کامرون                         |
| ------------------- | ------------------------- | ----------------------- | ----------------------- | ------------- | -------------------------- | --------------- | ------------------------------------------------------------------- | ------------------------------------- |
| ۱                   |                           | احمدو آهیجو (۱۹۲۴–۱۹۸۹) | —                       | ۵ مه ۱۹۶۰     | ۱ اکتبر ۱۹۶۱               | ۱ سال، ۱۴۹ روز  | اتحادیه کامرون                                                      | Assalé                                |
| جمهوری فدرال کامرون |                           |                         |                         |               |                            |                 |                                                                     |                                       |
| (۱)                 |                           | احمدو آهیجو (۱۹۲۴–۱۹۸۹) | —                       | ۱ اکتبر ۱۹۶۱  | ۲ ژوئن ۱۹۷۲                | ۱۰ سال، ۲۴۵ روز | اتحادیه کامرون (تا ۱۹۶۶)                                            | کامرون شرقی                           |
| (۱)                 | ۱۹۶۵                      | احمدو آهیجو (۱۹۲۴–۱۹۸۹) | Assalé Ahanda Tchoungui | ۱ اکتبر ۱۹۶۱  | ۲ ژوئن ۱۹۷۲                | ۱۰ سال، ۲۴۵ روز | اتحادیه کامرون (تا ۱۹۶۶)                                            |                                       |
| (۱)                 | ۱۹۶۵                      | احمدو آهیجو (۱۹۲۴–۱۹۸۹) | اتحادیه ملی کامرون      | ۱ اکتبر ۱۹۶۱  | ۲ ژوئن ۱۹۷۲                | ۱۰ سال، ۲۴۵ روز | کامرون غربی                                                         |                                       |
| (۱)                 | ۱۹۷۰                      | احمدو آهیجو (۱۹۲۴–۱۹۸۹) | اتحادیه ملی کامرون      | ۱ اکتبر ۱۹۶۱  | ۲ ژوئن ۱۹۷۲                | ۱۰ سال، ۲۴۵ روز | Foncha Jua Muna                                                     |                                       |
| جمهوری متحد کامرون  |                           |                         |                         |               |                            |                 |                                                                     |                                       |
| (۱)                 |                           | احمدو آهیجو (۱۹۲۴–۱۹۸۹) | —                       | ۲ ژوئن ۱۹۷۲   | ۶ نوامبر ۱۹۸۲ (استعفا داد) | ۱۰ سال، ۱۵۷ روز | اتحادیه ملی کامرون                                                  | بیا                                   |
| (۱)                 | ۱۹۷۵                      | احمدو آهیجو (۱۹۲۴–۱۹۸۹) |                         | ۲ ژوئن ۱۹۷۲   | ۶ نوامبر ۱۹۸۲ (استعفا داد) | ۱۰ سال، ۱۵۷ روز | اتحادیه ملی کامرون                                                  | بیا                                   |
| (۱)                 | ۱۹۸۰                      | احمدو آهیجو (۱۹۲۴–۱۹۸۹) |                         | ۲ ژوئن ۱۹۷۲   | ۶ نوامبر ۱۹۸۲ (استعفا داد) | ۱۰ سال، ۱۵۷ روز | اتحادیه ملی کامرون                                                  | بیا                                   |
| ۲                   |                           | پل بیا (زاده ۱۹۳۳)      | —                       | ۶ نوامبر ۱۹۸۲ | ۴ فوریه ۱۹۸۴               | ۱ سال، ۹۰ روز   | اتحادیه ملی کامرون                                                  | Maigari Ayang                         |
| جمهوری کامرون       |                           |                         |                         |               |                            |                 |                                                                     |                                       |
| (۲)                 |                           | پل بیا (زاده ۱۹۳۳)      | ۱۹۸۴                    | ۴ فوریه ۱۹۸۴  | متصدی                      | ۴۱ سال، ۳۲ روز  | اتحادیه ملی کامرون (تا ۱۹۸۵؛ تغییرنام به جنبش دموکراتیک خلق کامرون) | Hayatou Achu Musonge Inoni Yang Ngute |
| (۲)                 | جنبش دموکراتیک خلق کامرون | پل بیا (زاده ۱۹۳۳)      | ۱۹۸۴                    | ۴ فوریه ۱۹۸۴  | متصدی                      | ۴۱ سال، ۳۲ روز  |                                                                     | Hayatou Achu Musonge Inoni Yang Ngute |
| (۲)                 | جنبش دموکراتیک خلق کامرون | پل بیا (زاده ۱۹۳۳)      | ۱۹۸۸                    | ۴ فوریه ۱۹۸۴  | متصدی                      | ۴۱ سال، ۳۲ روز  |                                                                     | Hayatou Achu Musonge Inoni Yang Ngute |
| (۲)                 | جنبش دموکراتیک خلق کامرون | پل بیا (زاده ۱۹۳۳)      | ۱۹۹۲                    | ۴ فوریه ۱۹۸۴  | متصدی                      | ۴۱ سال، ۳۲ روز  |                                                                     | Hayatou Achu Musonge Inoni Yang Ngute |
| (۲)                 | جنبش دموکراتیک خلق کامرون | پل بیا (زاده ۱۹۳۳)      | ۱۹۹۷                    | ۴ فوریه ۱۹۸۴  | متصدی                      | ۴۱ سال، ۳۲ روز  |                                                                     | Hayatou Achu Musonge Inoni Yang Ngute |
| (۲)                 | جنبش دموکراتیک خلق کامرون | پل بیا (زاده ۱۹۳۳)      | ۲۰۰۴                    | ۴ فوریه ۱۹۸۴  | متصدی                      | ۴۱ سال، ۳۲ روز  |                                                                     | Hayatou Achu Musonge Inoni Yang Ngute |
| (۲)                 | جنبش دموکراتیک خلق کامرون | پل بیا (زاده ۱۹۳۳)      | ۲۰۱۱                    | ۴ فوریه ۱۹۸۴  | متصدی                      | ۴۱ سال، ۳۲ روز  |                                                                     | Hayatou Achu Musonge Inoni Yang Ngute |
| (۲)                 | جنبش دموکراتیک خلق کامرون | پل بیا (زاده ۱۹۳۳)      | ۲۰۱۸                    | ۴ فوریه ۱۹۸۴  | متصدی                      | ۴۱ سال، ۳۲ روز  |                                                                     | Hayatou Achu Musonge Inoni Yang Ngute |